# Шагиева, Алия Алмазбековна
Алия́ Алмазбе́ковна Шаги́ева (род. 15 декабря 1997, Бишкек, Кыргызстан) — художница, художница-графист, иллюстратор. Дочь экс-президента Кыргызстана Алмазбека Атамбаева.

## Детство
Алия Шагиева родилась в городе Бишкек 15 декабря 1997 года в семье Алмазбека Атамбаева (в 2011 году он займёт пост президента Кыргызстана) и Раисы Атамбаевой (врач, доктор медицинских наук).
Алия носит материнскую фамилию — долгие годы она скрывала своё происхождение. В одном из интервью рассказывала, что была закрытым ребёнком в школе: специально не ухаживала за собой, чтобы другие не думали, что она «выпендривается».

## Образование
Училась в школе № 29 в Бишкеке. После окончания школы она поступила на обучение в Академию художеств КР им. Т.Садыкова в 2013 году. Дополнительно она получила образование в художественном училище имени Н. К. Рериха в Санкт-Петербурге.

## В СМИ
Получила награду «Пламя Мира» от рук эрцгерцогини Герта Маргарет Габсбург-Лотаргинская на церемонии открытия выставки МИР в Вене в 2018 году.
Общественности известна как один из самых популярных современных художников Кыргызстана, её публикации часто вызывают широкий общественный резонанс. Известна в обществе также как один из лидеров сообщества феминистов Кыргызстана за позиции по отношению к женщинам в Кыргызстане.
Запомнилась также широким общественным художественным протестом в сентября 2021 года за освобождение политзаключённых в Кыргызстане в день юбилея отца, находившегося на тот момент в заключении. Митинг в поддержку политзаключённых прошёл на главной площади Ала-Тоо Бишкека (около Белого дома) и сопровождался допросом политических активистов сотрудниками госбезопасности и сосредоточением 500 человек, для помощи в создании «общественного порядка» сотрудникам МВД на стадионе возле площади, где проходила выставка.
В августе 2023 года в Бишкеке в главном художественном музее страны — Кыргызском национальном музее изобразительных искусств имени Гапара Айтиева — прошла персональная выставка Алии Шагиевой «Дуальность: Свет, Тьма и то, что между ними».

## Творчество
- В 2016 году в Бишкеке прошла её первая выставка «Метаморфозы»[13]. Все вырученные с продажи картин деньги в размере 200 000 сомов она направила в благотворительный фонд «Сантерра», помогающий детям с синдромом Дауна.
- В октябре 2017 года в галерее «Триптих» в Киеве состоялось открытие выставки картин молодых художников Айгуль Касымовой[14] и Алии Шагиевой на тему «Кочевница»[15].
- В июне 2018 года провела выставку «Поток» в Бишкеке[16], где были представлен её работы по графике, живописи, ручной лепке и видео-арту.
- В ноябре 2019 года прошла персональная выставка «Однажды…»[17] («Once upon the time») в Париже (69 rue de grenelle, 75007).
- 12 декабря 2021 года Алия открыла «Дом честности» — творческую мастерскую для детей и взрослых[18].

## Семья
Замужем за Константином Рязановым (род. 1992), программист.
В браке у них родилось двое детей: сын Таир и дочь Аюна.
У Алии три брата (полнородный брат — Кадырбек Атамбаев и единокровные — Сейитбек и Сейтек) и две сестры (Диана и Динара).